# Plédéliac
Plédéliac é uma comuna francesa na região administrativa da Bretanha, no departamento Côtes-d'Armor. Estende-se por uma área de 51,33 km². Em 2010 a comuna tinha 1 477 habitantes (densidade: 28,8 hab./km²).